# Luchthaven Memanbetsu
Luchthaven Memanbetsu (Japans: 女満別空港, Memanbetsu Kūkō) is een luchthaven in de fusiegemeente Ozora in het noorden van het Japanse eiland Hokkaido. De luchthaven ligt in de buurt van het nationaal park Shiretoko. Ze verwerkt jaarlijks ongeveer 1 miljoen passagiers. Ze is volgens de Japanse regelgeving een klasse 3-luchthaven.
Ozora ontstond in 2006 uit de fusie van Memanbetsu en het dorp Higashimokoto. De huidige luchthaven ligt op een drietal kilometer ten zuiden van het centrum van Ozora (voorheen Memanbetsu) en opende in 1985. Ze ligt ten zuiden van de vorige luchthaven, die nu gebruikt wordt als testcircuit door het Technical Center Memanbetsu van Bosch.
De luchthaven wordt anno 2013 enkel gebruikt voor binnenlandse vluchten, met als bestemmingen Tokio (Haneda), Sapporo (Nieuw-Chitose) en Nagoya (Chubu). De gebruikers zijn Japan Airlines en haar dochters J-Air en JAL Express, All Nippon Airways en Air Do.